# 光纤通道的因特网协议
光纤通道的因特网协议（Internet Protocol over Fibre Channel，IPFC）為在光纖通道上實現網際網路協議的標準規範。
IPFC作為一個標準規範，首先在網際網路協會（ISOC）於1999年6月釋出的RFC 2625中被描述，而此RFC僅對IPv4與地址解析協議（ARP）的實現做出規範，儘管當時IPv6的標準規範已經釋出。而IPv6的部份則於2004年7月釋出的RFC 3831中被單獨描述。最後，ISOC在2006年1月釋出RFC 4338，將前述的兩個RFC合而為一並取而代之，成為描述IPFC主要標準規範的最新RFC。

## 外部連結
- （英文）RFC 4338 Transmission of IPv6, IPv4, and Address Resolution Protocol (ARP) Packets over Fibre Channel